# Jacques Augustin

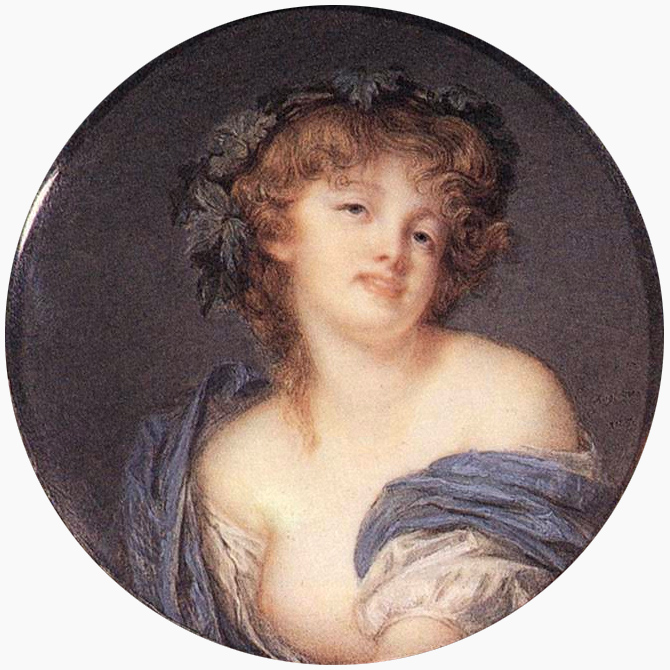
Baccante (1799). Miniatura su avorio (8 cm).

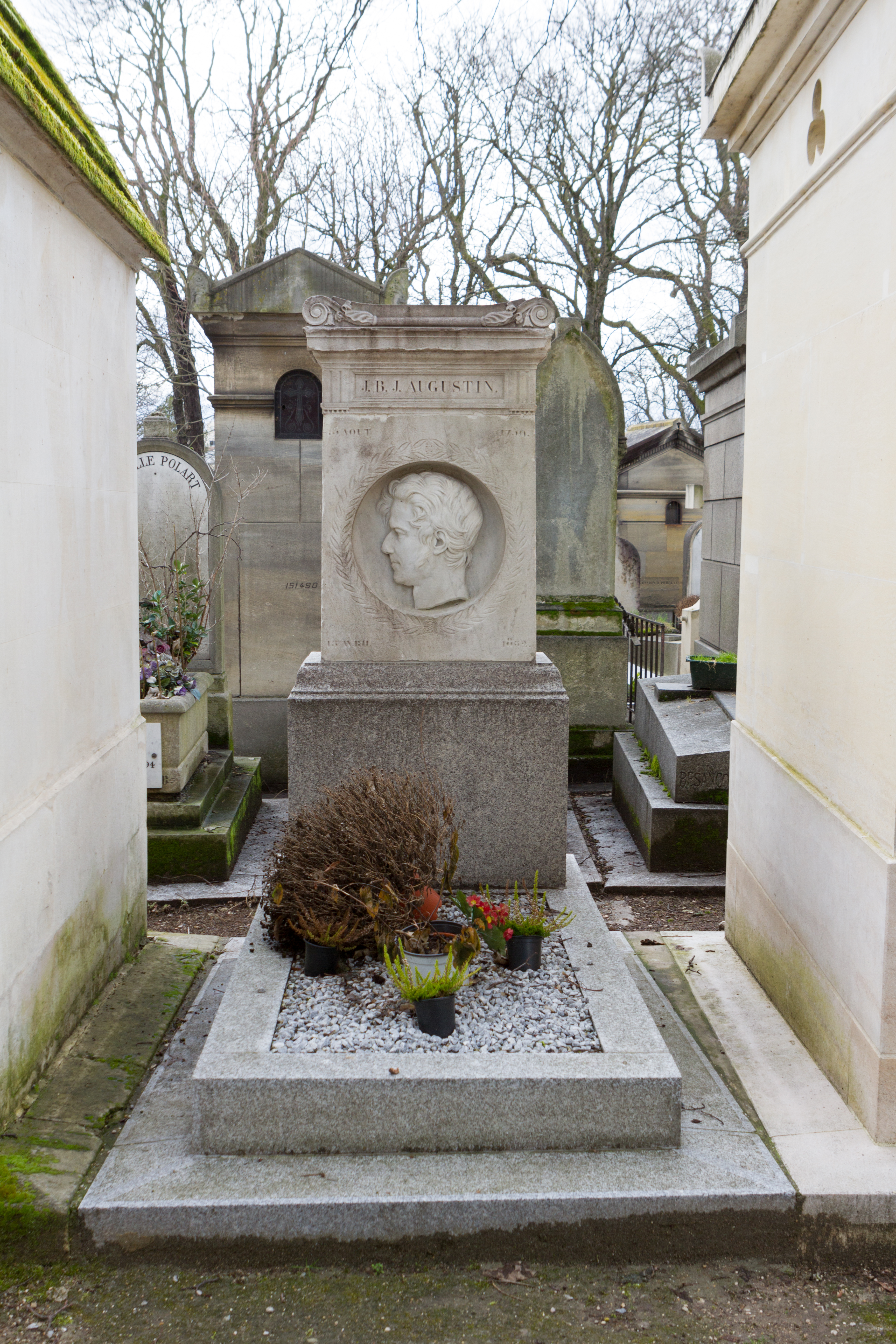
Tomba nel cimitero di Père-Lachaise.

Jean-Baptiste Jacques Augustin (Saint-Dié, 15 agosto 1759 – Parigi, 13 aprile 1832) è stato un pittore francese.

## Biografia
Figlio di un mastro vetraio, il giovane Augustin mostra fin dall'infanzia buone attitudini al disegno. Notato dall'intendente del vescovo di Saint-Dié, Chalot de Saint-Mart, parte per studiare a Nancy presso Jean-Baptiste Claudot e, forse, di Jean Girardet.
Nel 1780, dopo un soggiorno a Digione presso il fratello maggiore Georges Nicolas Toussaint, detto Augustin Dubourg, s'installa a Parigi. Lavora subito da Gatien Phlipon, poi si crea una sua importante clientela nel genere in voga: il ritratto e la miniatura. La resa delle fisionomie e il carattere levigato dei suoi ritratti, sui quali non si distingue nulla dei tratti di pennello, ne fanno il miglior specialista della tecnica. Egli diviene anche un maestro il cui insegnamento è ricercato. Tra i suoi allievi si annoverano, tra gli altri, Lizinska de Mirbel e Alexandre De Latour.
Debutta alla mostra di pittura e scultura di Parigi del 1791 e dipinge altrettanto bene nobili, borghesi e rivoluzionari.
Fa fortuna e sposa l'8 luglio del 1800 una delle sue allieve, Pauline Ducruet, che realizzerà ugualmente delle belle opere nello stesso stile del marito, fra le quali un bel ritratto di Ortensia di Beauharnais.
Nel 1806 a Jacques Augustin viene conferita una medaglia in oro e una somma di 250 franchi. La sua fama sopravvive ai cambiamenti di regime, tanto che nel 1814 diviene "pittore ordinario del gabinetto del re".
Decorato con la Legion d'onore nel 1821, si vede tuttavia soppiantato presso il re da una sua antica allieva, Lizinska de Mirbel: il pubblico dimentica allora il vecchio e grande maestro, anche se sempre attivo.
Colpito da gotta, curato con devozione dalla moglie, muore all'età di 73 anni, durante la seconda pandemia di colera. La sua salma viene inumata nel cimitero di Père-Lachaise (58ª divisione).
Molte sue opere furono riacquistate dalla vedova quando furono messe all'asta nel 1839. Alla morte di quest'ultima, avvenuta nel 1865, esse divennero proprietà della famiglia Cornut de La Fontaine de Coincy, che ne vendette un certo numero al collezionista americano John Pierpont Morgan, quarant'anni dopo.

## Personalità ritratte da Augustin
- Napoleone I e la sua famiglia
- Luigi XVIII, re di Francia
- Luigi Filippo di Francia, duca d'Orléans
- Andrea Massena, maresciallo dell'Impero
- Vivant Denon, egittologo, fondatore del museo del Louvre
- La marchesa di Ségonzac
- Madame Récamier
- Laurence Geneviève Vanhee, nata Devinck, moglie del banchiere
- Ritratto dello scultore Charles Antoine Callamard (1776-1821) (1801), miniatura su avorio, Parigi, museo del Louvre, dipartimento delle arti grafiche
- Louis Hector Chalot de Saint-Marc, vescovo
- Carlo-Ferdinando, duca di Berry
- Antoine-Denis Chaudet, scultore
- Madame de Kercado
- Louis Joseph Auguste Coutan (1779-1830)
- Marie Joseph Georges Rousse, antica presidente della Camera dei notai di Parigi
- Anne de Dorat, contessa Coiffier de Moret
- Guillaume Peyrusse (1776-1860), tesoriere generale della Corona durante i Cento giorni, Museo delle belle arti di Carcassonne.